# Henry Nichols Cobb
Henry Nichols Cobb (Boston, Massachusetts, 8 d'abril de 1926 - 3 de març de 2020) va ser un arquitecte estatunidenc.
Va estudiar a la Phillips Exeter Academy (1944), al Harvard College on es va llicenciar en arquitectura el 1947, i a la Harvard University Graduate School of Design, on es va graduar el 1949. Va estudiar amb Ieoh Ming Pei durant la dècada de 1940. El 1950 Pei va reclutar a Cobb per treballar per al desenvolupador William Zeckendorf a Nova York. Cinc anys després, el 1955 Pei, Cobb i Eason H. Leonard van fundar la seva pròpia empresa, una firma d’arquitectura a Nova York. El nom de la firma va canviar de I.M. Pei & Associates a Pei, Cobb, Freed & Partners el 1989. Ell va contribuir de forma activa i continuada en el treball de l'empresa des de la seva creació el 1955.
Va ser professor de la Universitat Yale (1973-1978) i de la Universitat Harvard (1980-88) i treballà com a arquitecte resident a l'Acadèmia Americana de Roma en 1992. Entre els premis i distincions que va rebre destaquen, l'Arnold W. Brunner Memorial Prize in Architecture (1977), la Medalla d'Or de l'AIA de Nova York (1982), doctor honoris causa, Bowdoin College (1985), Premi d'Arquitectura Chicago, AIA Chicago (1985), doctor honoris causa, ETH Zurich (1990). Entre els seus edificis destaquen, la torre John Hancock (Boston, 1976), la Fountain Place (Dallas, 1986), l'U.S. Bank Tower (Los Angeles, 1992), el World Trade Center (Barcelona, 1995) i la Torre Espacio (Madrid, 2008). Cobb i els seus col·legues van donar forma a ciutats i línies cel·lulars a tot el món amb projectes com Place Ville Marie (1962) a Mont-real, ARCO Tower a Dallas (1983), Charles Shipman Payson Building (1983) al Portland Art Museum de Maine, Moakley. U.S. Courthouse & Harborpark (1998) a Boston, Torre Espacio (2008) a Madrid, Palazzo Lombardia (2013) a Milà i 7 Bryant Park (2016) a Nova York. Entre 1980 i 1985, Cobb va ocupar la presidència del departament d'arquitectura del GSD, on va ensenyar Sophia Gruzdys, professora de la USC i vicepresidenta de l'AIA Europa continental. Cobb, que es va unir a l'Acadèmia Americana al Patronat de Roma el 1968, més tard es va convertir en patró emèrit.